# Pahasapaïta
La pahasapaïta és un mineral de la classe dels fosfats, que pertany al grup de les zeolites. Rep el nom del mot en llengua sioux pahasapa pels Black Hills.

La pahasapaïta és un fosfat de fórmula química Li₈(Ca,Li,K)10.5Be24(PO₄)24·38H₂O. Es tracta d'una espècie aprovada per l'Associació Mineralògica Internacional, i publicada per primera vegada el 1987. Cristal·litza en el sistema isomètric. La seva duresa a l'escala de Mohs és 4,5.
Segons la classificació de Nickel-Strunz, la pahasapaïta pertany a «08.C - Fosfats sense anions addicionals, amb H₂O, amb cations de mida petita i mitjana» juntament amb els següents minerals: fransoletita, parafransoletita, ehrleïta, faheyita, gainesita, mccril·lisita, selwynita, hopeïta, arsenohopeïta, warikahnita, fosfofil·lita, parascholzita, scholzita, keyita, pushcharovskita, prosperita, gengenbachita i parahopeïta.

Va ser descoberta a la mina Tip Top, a la localitat de Fourmile, dins el districte miner de Custer, al comtat de Custer (Dakota del Sud, Estats Units), on sol trobar-se associada a altres espècies com la montgomeryita, la tiptopita, la roscherita i la childrenita. Es tracta de l'únic indret de tot el planeta on ha estat descrita aquesta espècie mineral.